# محمد اسماعیل سزاری
محمد اسماعیل سزاری (درگذشته ۲۴ اسفند ۱۳۶۴)؛ یکی از مأموران «ریزش کوه» تونل ۹ و ۱۰ قطار سراسری اندیمشک–دورود بود که با انداختن خود جلوی قطار موجب توقف قطار شد و جان ۷۵۰ رزمنده ای که در حال بازگشت از عملیات والفجر ۸ بودند را نجات داد. محل کار محمد اسماعیل سزاری به گفته فرزندش «غالب اسماعیل سزاری»، بین تونل ۹ و ۱۰ بوده که از یک سو به ایستگاه شهبازان و از سوی دیگر بهتله زنگ متصل است که به «دره مرگ» معروف است.

## خلاصه رویداد
به دلیل بارش باران شدید، بخشی از صخره کوه جدا شده و بخشی از ریل قطار اندیمشک-دورود را با خود می‌برد. محمد اسماعیل سزاری ابتدا طبق قانون قطار سراسری یک خط راه‌آهن را با فشفشه و ترقه مسدود می‌کند. سپس فانوسی در درست گرفته و در حالی که دو دست خود را باز کرده، در میان ریل‌ها می‌ایستد. راننده قطار نور چراغ فانوس را دیده و ترمز قطار را می‌کشد. با این حال قطار به او برخورد کرده و در لب پرتگاهی که به رودخانه می‌رسد می‌ایستد. بعد از حادثه ۴۸ ساعت طول می‌کشد تا سنگهای بزرگ منفجر شده و با لودر جابه‌جا شود. محمد اسماعیل سزاری در این رویداد در دم جان باخته و پیکر وی در روستای محل اقامتش «سزار» به خاک سپرده می‌شود. در سال ۱۳۹۶ یادواره وی برگزار و پرونده وی به عنوان «شهید حادثه راه‌آهن» ثبت شد.

## در تلویزیون
روایت فتح از زندگی او فیلم ۲۸ دقیقه ای با نام «قربانگاه اسماعیل» ساخته‌است.